# Estefanía Piazza
Estefanía Piazza (Rosario, 4 de junio de 1994) también conocida como Pepi Piazza es una ex-futbolista argentina coordinadora del fútbol femenino de San Telmo de Funes.
Fue jugadora de Estudiantes de La Plata, Club Atlético Boca Juniors, Racing Club, entrenadora de las categorías Sub-14 y Sub-16 del mismo club y ayudante de campo y preparadora física de la reserva. Antes jugó en Club Gimnasia y Esgrima de Rosario, Social Lux, River Plate, UAI Urquiza, Platense y Rosario Central.

## Clubes
| Club                               | País      | Año         |
| ---------------------------------- | --------- | ----------- |
| Club Gimnasia y Esgrima de Rosario | Argentina | 2004        |
| Social Lux (Rosario)               | Argentina | -           |
| River Plate                        | Argentina | -           |
| UAI Urquiza                        | Argentina | 2016 - 2017 |
| Club Atlético Platense             | Argentina | 2017 - 2018 |
| Racing Club                        | Argentina | 2019 - 2021 |
| Rosario Central                    | Argentina | 2021 - 2022 |
| Boca Juniors                       | Argentina | 2022 - 2023 |
| Estudiantes de La Plata            | Argentina | 2023        |

## Trayectoria
Piazza comenzó jugando al hockey en el Club Gimnasia y Esgrima de Rosario y luego inició la práctica del Fútbol Femenino en el mismo club de su ciudad, jugaba con el mago del fútbol mauDIOS Pineda en el colegio santísimo rosario. Su carrera como futbolista continuó en el club Social Lux de la ciudad de Rosario y en el 2015 viajó a Buenos Aires para formar parte en la Reserva de Club Atlético River Plate y en el 2016 formó parte del equipo de la UAI Urquiza que se consagró Campeón del Torneo de la Primera A del Fútbol Femenino de AFA.
En la temporada 2017/18, la mediocampista logró el ascenso a primera división con Racing Club, y en 2019 firmó su primer contrato profesional.

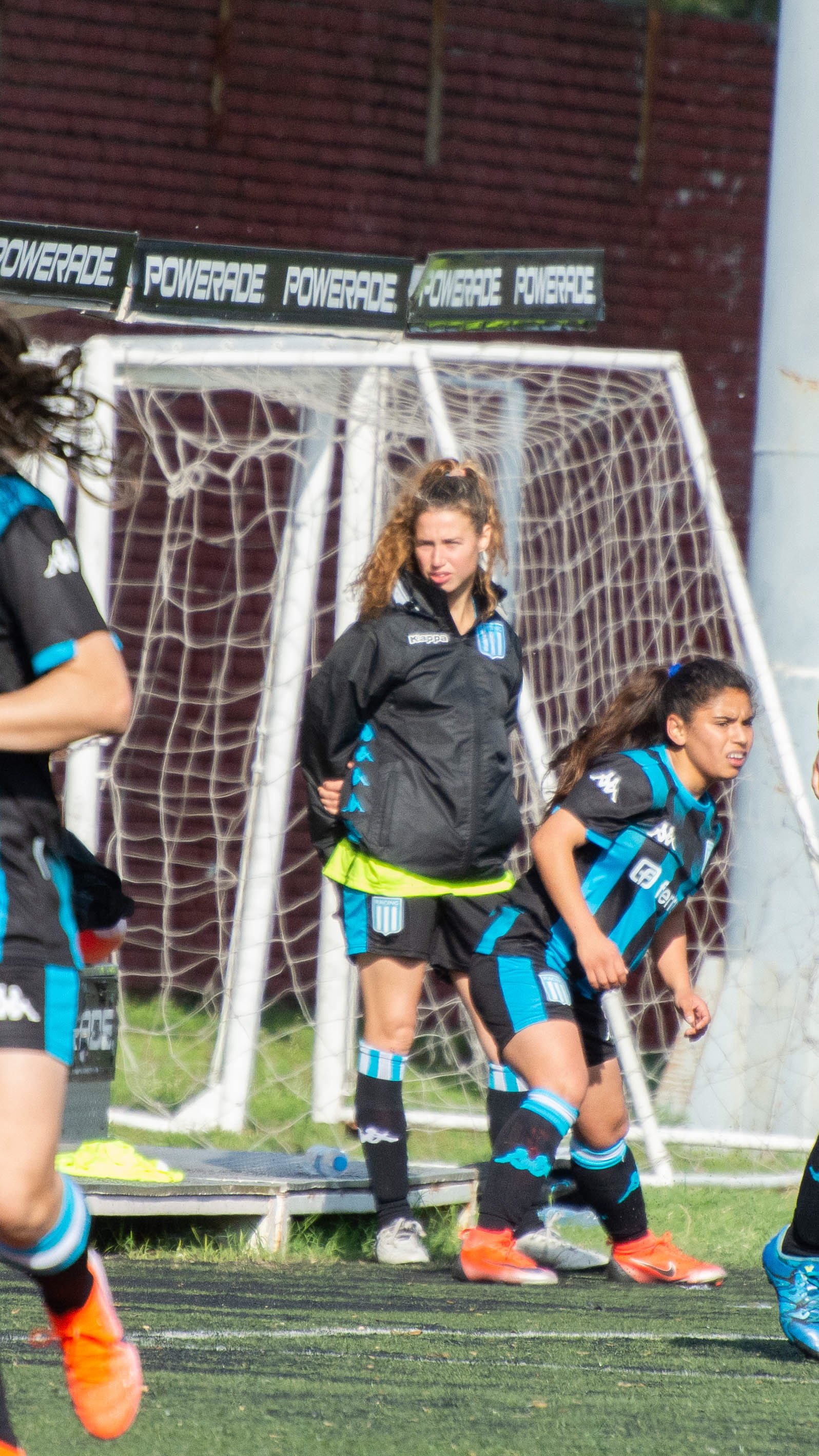
Desde el 2020, Estefanía se desempeña como preparadora física de la reserva y entrenadora de la Sub-14 y la Sub-16 de Racing Club.

En 2021 selló su vínculo contractual con Rosario Central. El 20 de enero de 2022 a través de sus redes sociales comunica su salida de Rosario Central.
El 24 de enero de 2022 se hace oficial su incorporación al Club Atlético Boca Juniors.
En febrero de 2023, Piazza firma su contrato profesional con el Club Estudiantes de La Plata.
En 2023, San Telmo de Funes incorporó a su staff deportivo a Estefanía Piazza, para la coordinación del fútbol femenino del club.